# Wacławów (Sieradz)
Pour les articles homonymes, voir Wacławów.
Wacławów est une localité polonaise de la gmina de Goszczanów, située dans le powiat de Sieradz en voïvodie de Łódź.